# La Bande à Paulette
Pour les articles homonymes, voir Too Many Crooks.
Pour plus de détails, voir Fiche technique et Distribution.
La Bande à Paulette (Too Many Crooks) est un film américain réalisé par Ralph Ince, sorti en 1919.

## Fiche technique
- Titre : La Bande à Paulette
- Titre original : Too Many Crooks
- Réalisation : Ralph Ince
- Scénario : Edward J. Montague, d'après le roman de J. Chauncey Brainerd
- Photographie : Jules Cronjager
- Société de production : Vitagraph Company of America
- Société de distribution : Vitagraph Company of America
- Pays de production :  États-Unis
- Langue originale : anglais
- Format : noir et blanc — 35 mm — 1,33:1 — Film muet
- Durée : 5 bobines
- Dates de sortie : 
  - États-Unis : 16 juin 1919
  - France : 26 novembre 1920

## Distribution
- Gladys Leslie : Boston Fanny
- Jean Paige : Charlotte Browning
- Thomas J. McGrane : Erastus Browning
- James Dent : Marshall Blackstone
- Huntley Gordon : Bidwell Wright
- Cecil Chichester : Benny dit l'écureuil
- Anders Randolf : Frisco Jimmy
- George O'Donnell : Walrus
- John P. Wade : Percy
- James Gaylore : Thomas